# Garnizony wojska austro-węgierskiego na ziemiach polskich

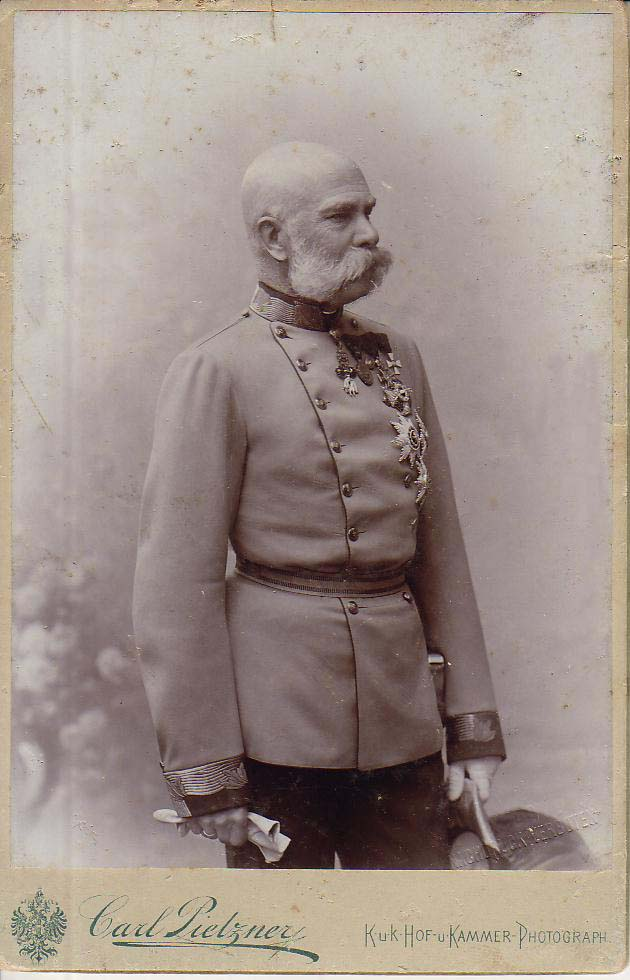
Cesarz i król

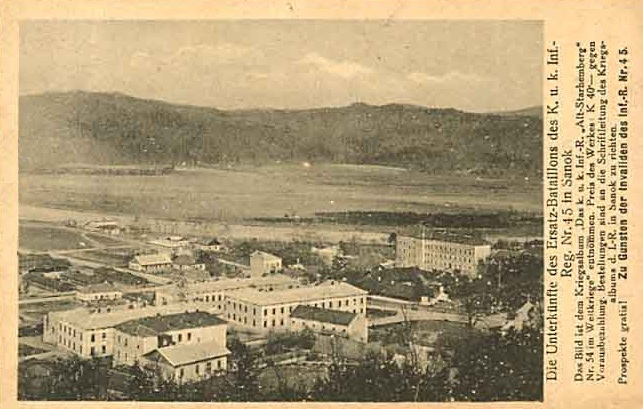
Koszary 45. r.p. oraz batalionu Landwehry, widok z góry Aptekarki, Sanok, 1911-1912

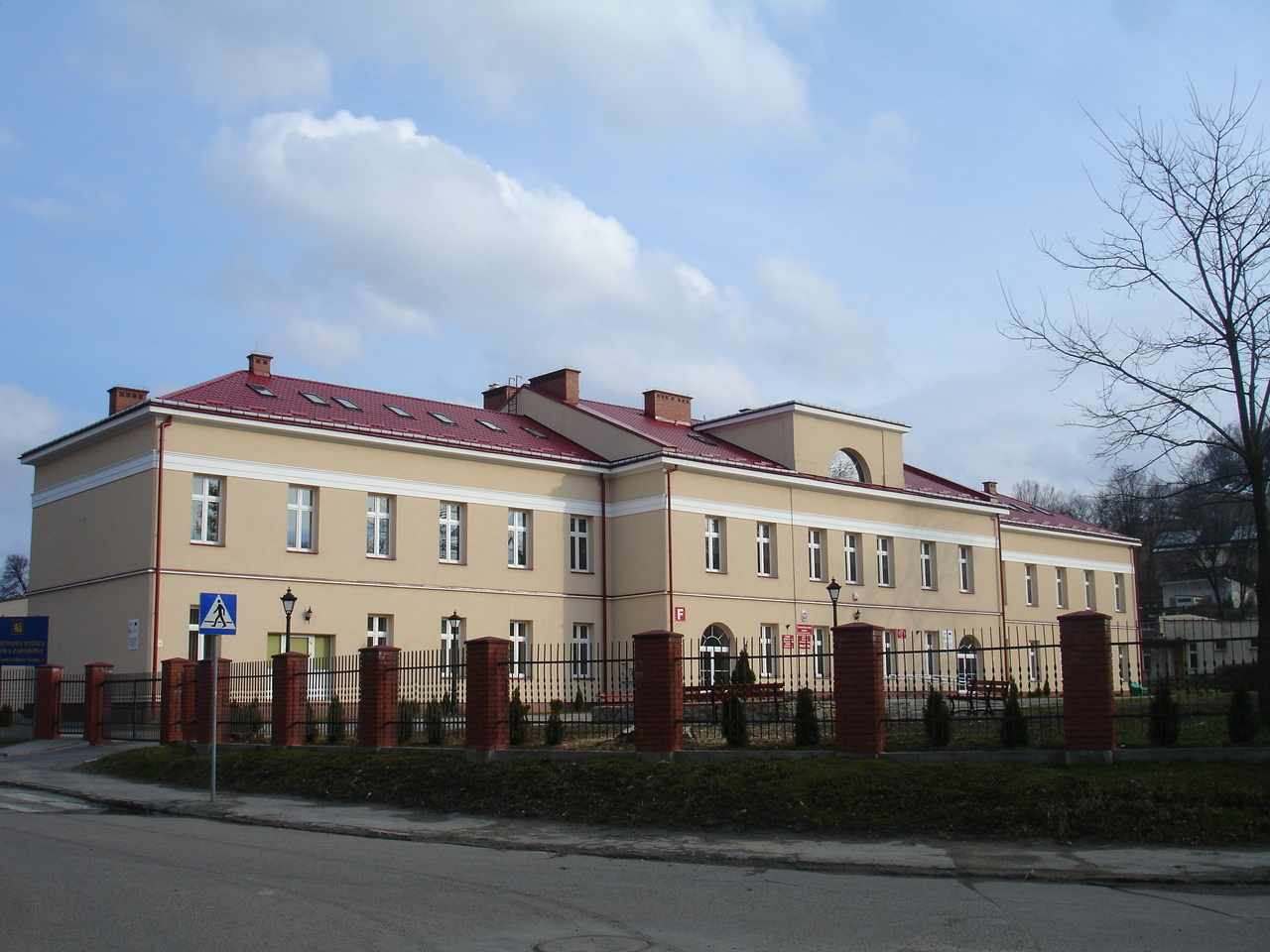
Koszary 45pp obecnie Państwowa Wyższa Szkoła Zawodowa im. Jana Grodka w Sanoku, widok od strony ul. Żwirki i Wigury

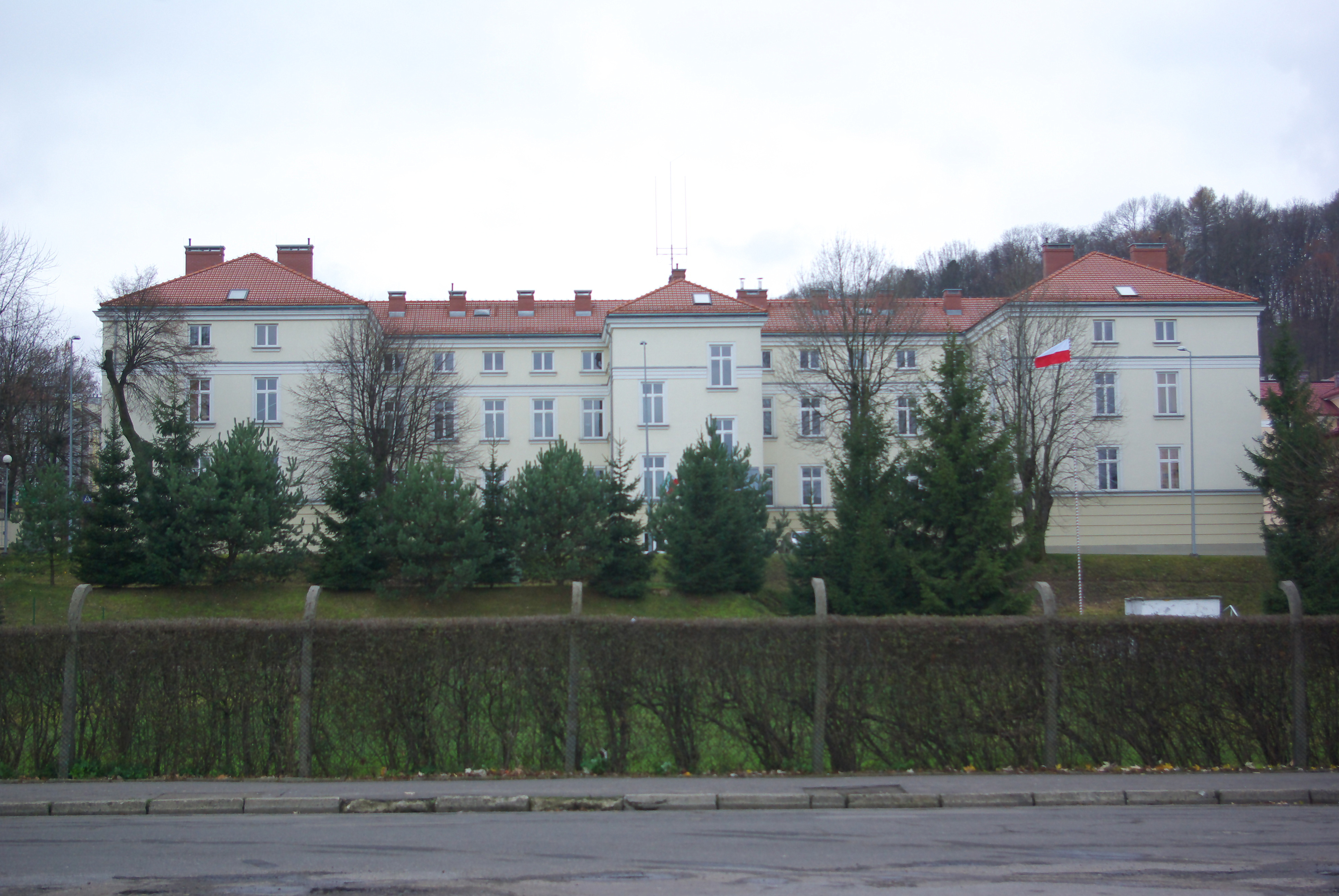
Koszary 2.psp, przed rokiem 1914 koszary 45 Galicyjskiego Regimentu Piechoty, do 1919 3. bss, do 1991 oddziału WOP, obecnie siedziba szkoły im. Jana Grodka oraz straży granicznej, widok od strony ul. Mickiewicza.

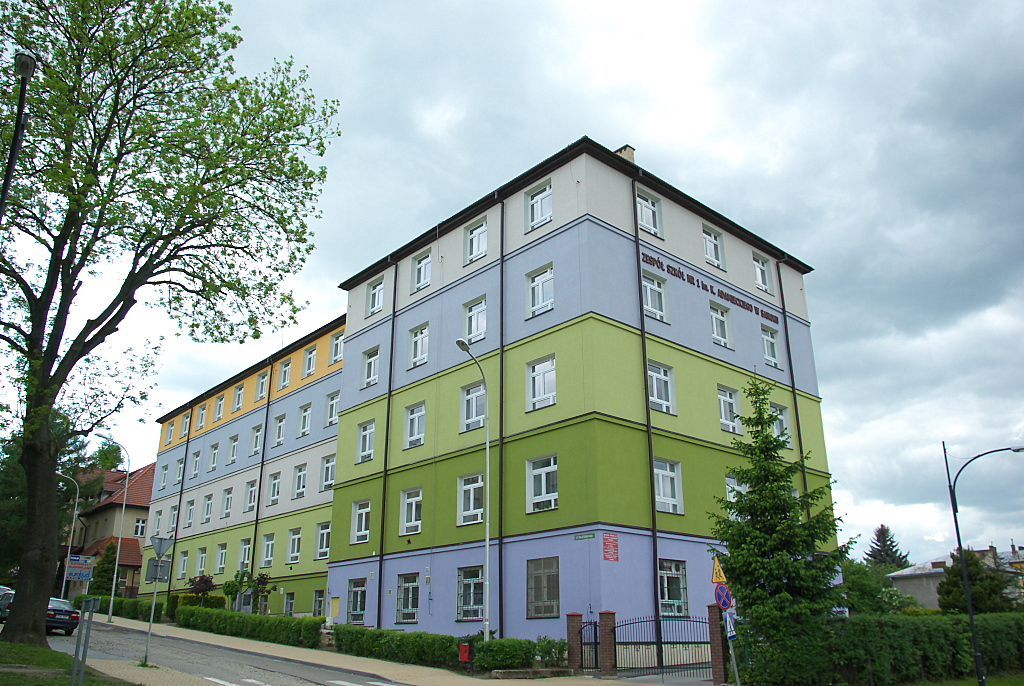
Budynek przy ul. Żwirki i Wigury w Sanoku, do roku 1918 koszary 57. batalionu Landwehry

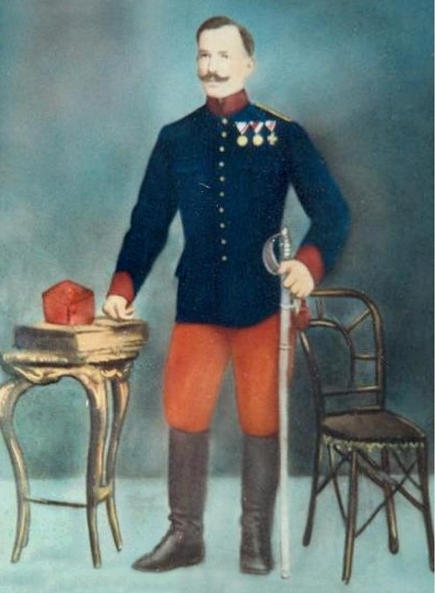
Ułan 13 pułku z Sanoka, 1914

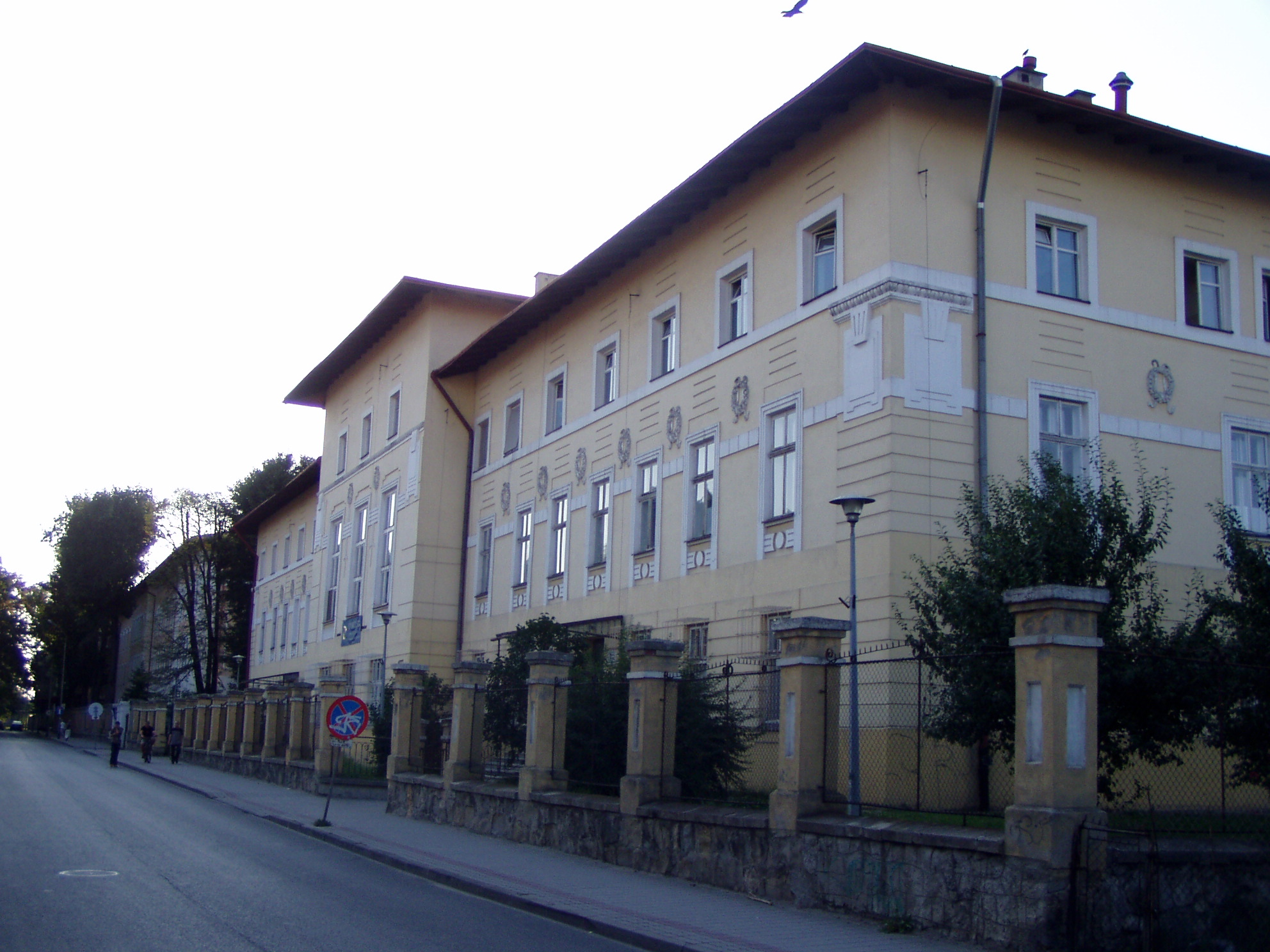
Jarosław, ul. Kościuszki, do 1918 roku koszary 34 Pułku Piechoty kk. Landwehry

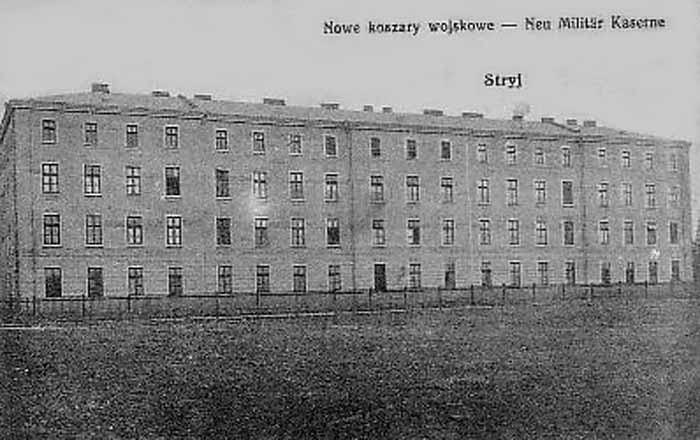
Nowe koszary wojskowe Stryj

Garnizony wojska austro-węgierskiego na ziemiach polskich (Galicja oraz część Śląska Cieszyńskiego należącego obecnie do Polski)

## Garnizony
| Garnizon                      | Jednostki organizacyjne wojska |
| ----------------------------- | --- |
| Bielsko (Bielitz)             | - II. Div. Ulanen Regiment 3 - I Batalion 13 Pułku Piechoty (I. Bataillon Infanterie-Regiment 13) |
| Bochnia                       | - I Batalion 57 Pułku Piechoty (I. Bataillon Infanterie-Regiment 57) |
| Brody                         | - Sztab (Stab), I Batalion 9 Pułku Dragonów (I. Div Dragoner Regiment 9) |
| Brzeżany (Brzezany)           | - I Batalion 55 Pułku Piechoty (I. Bataillon Infanterie-Regiment 55) |
| Cieszyn (Teschen)             | - Sztab (Stab), II., III. Bataillon Infanterie-Regiment 3 - III Batalion 100 Pułku Piechoty (III. Bataillon Infanterie-Regiment 100) - 31 Pułk Piechoty k.k. Landwehry (k.k. Landwehr Infanterie-Regiment 31) |
| Czortków (Tschortkiw)         | - I. Div Dragoner Regiment 2 - III Batalion 95 Pułku Piechoty (III. Bataillon Infanterie-Regiment 95) |
| Dębica (Debica)               | - II Batalion 9 Pułku Ułanów (II. Div Ulanen Regiment 6) - II Batalion 40 Pułku Piechoty (II. Bataillon Infanterie-Regiment 40) |
| Jarosław (Jaroslau)           | - 6. Kavallerie Truppendivision - 3. Infanterie Truppendivision - 4 Brygada Piechoty (4. Infanterie Brigade) - Sztab (Stab), I Batalion 8 Pułku Dragonów (I. Div Dragoner Regiment 8) - Sztab (Stab), I i III Batalion 89 Pułku Piechoty (I., III. Bataillon Infanterie-Regiment 89) - Sztab (Stab), I, II i III Batalion 90 Pułku Piechoty (I., II., III. Bataillon Infanterie-Regiment 90) - 34 Pułk Piechoty k.k. Landwehry (k.k. Landwehr Infanterie-Regiment 34) - 29 Pułk Armat Polowych (FeldkanonenRegiment 29) - 10 Dywizjon Artylerii Konnej (RtdArtDiv 10) |
| Kamionka Strumiłowa           | - 2 Batalion 9 Pułku Dragonów (2. Div Dragoner Regiment 9) |
| Kołomyja (Kolomea)            | - II. Div Dragoner Regiment 7 - I Batalion 24 Pułku Piechoty (I. Bataillon Infanterie-Regiment 24) - 36 Pułk Piechoty k.k. Landwehry (k.k. Landwehr Infanterie-Regiment 36) |
| Kraków (Krakau)               | - I Korpus Armijny (I. Armeekorps) - 7. Kavallerie Truppendivision - 12. Infanterie Truppendivision - 23 Brygada Piechoty (23. Infanterie Brigade) - 24 Brygada Piechoty (24. Infanterie Brigade) - 10 Pułk Dragonów (Dragoner Regiment 10) - Sztab (Stab), I Batalion 3 Pułku Ułanów (I. Div Ulanen Regiment 3) - Sztab (Stab), I, II i III Batalion 1 Pułku Piechoty (I., II., III. Bataillon Infanterie-Regiment 1) - IV Batalion 13 Pułku Piechoty (IV. Bataillon Infanterie-Regiment 13) - Sztab (Stab), I i II Batalion 20 Pułku Piechoty (I., II. Bataillon Infanterie-Regiment 20) - Sztab (Stab), I, II i IV Batalion 56 Pułku Piechoty (I., II., IV Batalion Infanterie-Regiment 56) - Sztab (Stab), I i IV Batalion 100 Pułku Piechoty (I., IV. Bataillon Infanterie-Regiment 100) - 2 Pułk Artylerii Fortecznej (FstgArtRegiment 2) - 16 Pułk Piechoty k.k. Landwehry (k.k. Landwehr Infanterie-Regiment 16) - 1 Pułk Amat Polowych (FeldkanonenRegiment 1) - 3 Pułk Amat Polowych (FeldkanonenRegiment 3) - 1 Pułk Haubic Polowych (FeldhaubitzRegiment 1) - 1 Dywizjon Haubic Ciężkich (sHaubitzDiv 1) - 11 Dywizjon Artylerii Konnej (RtdArtDiv 11) - 1 Batalion Saperów (Sappeur Bataillon 1) - 1 Dywizjon Taborowy (Train Div 1) |
| Lubaczów                      | - IV Dywizjon 90 Pułku Piechoty (IV. Bataillon Infanterie-Regiment 90) |
| Lwów (Lemberg)                | - XI Korpus Armijny (XI. Armeekorps) - 4. Kavallerie Truppendivision - 11. Infanterie Truppendivision - 30. Infanterie Truppendivision - 21 Brygada Piechoty (21. Infanterie Brigade) - 22 Brygada Piechoty (22. Infanterie Brigade) - 60 Brygada Piechoty (60. Infanterie Brigade) - Sztab (Stab), I Batalion 1 Pułku Ułanów (I. Div Ulanen Regiment 1) - II Batalion 15 Pułku Piechoty (II. Bataillon Infanterie-Regiment 15) - 30 Pułk Piechoty (Infanterie-Regiment 30) - Sztab (Stab), II i IV Batalion 55 Pułku Piechoty (II., IV. Bataillon Infanterie-Regiment 55) - Sztab (Stab), I i II Batalion 80 Pułku Piechoty (I., II. Bataillon Infanterie-Regiment 80) - Sztab (Stab), I i IV Batalion 95 Pułku Piechoty (I., IV. Bataillon Infanterie-Regiment 95) - 19 Pułk Piechoty k.k. Landwehry (k.k. Landwehr Infanterie-Regiment 19) - 1 Pułk Ułanów kk. Landwehry (k.k. Landwehr Ulanen Regiment 1) - 43 Dywizjon Armat Polowych kk. Landwehry (k.k. Landwehr FeldkanonenDiv 43) - 43 Dywizjon Haubic Polowych kk. Landwehry (k.k. Landwehr FeldhaubitzDiv 43) - 32 Pułk Armat Polowych (FeldkanonenRegiment 32) - 11 Pułk Haubic Polowych (FeldhaubitzRegiment 11) - 11 Dywizjon Haubic Ciężkich (sHaubitzDiv 11) - 11 Dywizjon Artylerii Konnej (RtdArtDiv 11) - 11 Batalion Saperów (Sappeur Bataillon 11) - 11 Dywizjon Taborowy (Train Div 11)                                                                                |
| Łańcut                        | - Sztab (Stab), I Batalion 11 Pułku Huzarów (I. Div Husaren Regiment 11) |
| Nisko                         | - IV Batalion 40 Pułku Piechoty (IV. Bataillon Infanterie-Regiment 40) |
| Nowy Sącz (Neusandez)         | - III Batalion 20 Pułku Piechoty (III. Bataillon Infanterie-Regiment 20) - Sztab (Stab), II i III Batalion 32 Pułk Piechoty Obrony Krajowej (II. III Batalion k.k. Landwehr Infanterie-Regiment 32) |
| Przemyśl (Przemysl)           | - X Korpus Armijny (X. Armeekorps) - 24. Infanterie Truppendivision - 47 Brygada Piechoty (47. Infanterie Brigade) - 48 Brygada Piechoty (48. Infanterie Brigade) - 10 Brygada Artylerii Polowej (10. Feldartilleriebrigade) - Sztab (Stab) 6 Pułku Dragonów (Dragoner Regiment 6) - II. Div Husaren Regiment 11 - Sztab (Stab), I i II Batalion 9 Pułku Piechoty (I., II. Bataillon Infanterie-Regiment 9) - Sztab (Stab), I i IV Batalion 10 Pułku Piechoty (I., IV. Bataillon Infanterie-Regiment 10) - Sztab (Stab), I i IV Batalion 45 Pułku Piechoty (I., IV. Bataillon Infanterie-Regiment 45) - Sztab (Stab), II i III Batalion 77 Pułku Piechoty (II., III. Bataillon Infanterie-Regiment 77) - 3 Pułk Artylerii Fortecznej (FestungsArtRegiment 3) - Sztab (Stab), I i II Batalion 18 Pułku Piechoty k.k. Landwehry (I., II Batalion k.k. Landwehr Infanterie-Regiment 18) - 45 Dywizjon Armat Polowych k.k. Landwehry (k.k. Landwehr FeldkanonenDiv 45) - 45 Dywizjon Haubic Polowych k.k. Landwehry (k.k. Landwehr FeldhaubitzDiv 45) - 28 Pułk Armat Polowych (FeldkanonenRegiment 28) - 30 Pułk Armat Polowych (FeldkanonenRegiment 30) - 10 Pułk Haubic Polowych (FeldhaubitzRegiment 10) - 10 Dywizjon Haubic Ciężkich (sHaubitzDiv 10) - 10 Dywizjon Taborowy (Train Div 10) - 10 Batalion Pionierów (Pionier Bataillon 10) - 10 Batalion Saperów (Sappeur Bataillon 10) - II Dywizjon 11 Pułk Huzarów (Husarenregiment 11) |
| Radymno                       | - II Batalion 8 Pułku Dragonów (II. Div Dragoner Regiment 8) |
| Rawa Ruska                    | - II Batalion 89 Pułku Piechoty (II. Bataillon Infanterie-Regiment 89) |
| Rzeszów                       | - 3 Brygada Piechoty (3. Infanterie Brigade) - Sztab (Stab), I Batalion 6 Pułku Ułanów (I. Div UlanenRegiment 6) - Sztab (Stab), I i III Batalion 40 Pułku Piechoty (I., III. Bataillon Infanterie-Regiment 40) - 17 Pułk Piechoty k.k. Landwehry (k.k. Landwehr Infanterie-Regiment 17) - II Batalion 3 Pułku Ułanów k.k. Landwehry (II. Div k.k. Landwehr Ulanen Regiment 3) |
| Sambor (Sombor)               | - IV Batalion 23 Pułku Piechoty (IV. Bataillon Infanterie-Regiment 23) |
| Sanok (zob. koszary w Sanoku) | - III Batalion 45 Pułku Piechoty (III. Bataillon Infanterie-Regiment 45) - III Batalion 18 Pułku Piechoty k.k. Landwehry (III. Bataillon k.k. Landwehr Infanterie-Regiment 18) |
| Stanisławów (Stanislau)       | - 8. Kavallerie Truppendivision - Sztab (Stab), I Batalion 7 Pułku Dragonów (I. Div Dragoner Regiment 7) - Sztab (Stab), I i III Batalion 58 Pułku Piechoty (I., III. Bataillon Infanterie-Regiment 58) - 20 Pułk Piechoty k.k. Landwehry (k.k. Landwehr Infanterie-Regiment 20) - 31 Pułk Armat Polowych (FeldkanonenRegiment 31) - Sztab (Stab), I Dywizjon 33 Armat Polowych (I. Div FeldkanonenRegiment 33) |
| Stryj                         | - II Batalion 9 Pułku Piechoty (II. Bataillon Infanterie-Regiment 9) - 33 Pułk Piechoty k.k. Landwehry (k.k. Landwehr Infanterie-Regiment 33) - Sztab (Stab), I Batalion 3 Pułku Ułanów k.k. Landwehry (I. Div k.k. Landwehr Ulanen Regiment 3) |
| Tarnopol                      | - Sztab (Stab) 2 Pułku Dragonów (Dragoner Regiment 2) - Sztab (Stab), I, III i IV Batalion 15 Pułku Piechoty (I., III. IV. Bataillon Infanterie-Regiment 15) |
| Tarnów (Tarnow)               | - Sztab (Stab), I Batalion 2 Pułku Ułanów (I. Div UlanenRegiment 2) - Sztab (Stab), III i IV Batalion 57 Pułku Piechoty (III., IV. Bataillon Infanterie-Regiment 57) - I Batalion 32 Pułku Piechoty Obrony Krajowej (I. Bataillon k.k. Landwehr Infanterie-Regiment 32) |
| Wadowice (Wadowitz)           | - III Batalion 56 Pułku Piechoty (III. Bataillon Infanterie-Regiment 56) |
| Żółkiew (Zolkiew)             | - 15 Pułk Dragonów (Dragoner Regiment 15) |